# اوسامو شیتارا
اوسامو شیتارا (انگلیسی: Osamu Shitara؛ زادهٔ ۲۳ آوریل ۱۹۷۳) بازیگر، و شخصیت‌های تلویزیونی در ژاپن اهل ژاپن است.